# Езино Ларио
Езино Ларио (на италиански: Esino Lario) е община в провинция Леко в италианския регион Ломбардия. Езино Ларио се намира на около 60 km северно от Милано, на 15 km северозападно от Леко и около 4.3 km от източния бряг на езерото Комо. Към 31 декември 2004, има население от 772 души и площ от 18,7 km². Община Езино Ларио съдържа frazioni (кметства) Бигало и Ортанела.
Езино Ларио граничи със следните общини: Кортенова, Лиерна, Мандело дел Ларио, Парласко, Пастуро, Перледо, Прималуна, Тачено и Варена.

## География
Градът се намира в подножието на Алпите по североизточните склонове на планинската група Гриня, на 4.3 km от източния бряг на езерото Комо. Градът се състои от два обособени центъра – Горно Езино и Долно Езино, които се обединяват административно през 1927 г. Разположени са на около 900 м.н.в., а други по-малки селища в общината са Кайнало, на почти 1300 м.н.в. и Ортанела, малко под 1000 м.н.в.
Районът е изцяло планински, като най-ниската му точка е на 554 м.н.в., а най-високата е връх Ле Гринье на 2409 m. Наличието в района на доломити (скали, изградени от калциев карбонат и магнезий), които са характерни и за останалите подстъпи на Алпите в Ломбардия, е причина за наличието на множество карстови пещери и образувания в района. По-специален интерес представлява Монкодено, внушителен скален амфитеатър, разположен на север от Гриня на високочина от 1700 до 2300 m, характеризиращ се с наличието на голям брой земни пукнатини и почти 500 пещери, формирали се под съвкупното действие на карста и ерозията от времето на последната ледникова епоха.
Местността се характеризира и с богатото разнообразие от морски фосилни останки, резултат от геологичната история на алпийските подножия, които в миналото са били дъно на море и са излезли на повърхността при тектонични движения от епохата не ценозоя. Тези отложения са отдавана изучени от палеонтолозите, като сред първите им изследователи е геологът и палеонтолог Антонио Стопани през XIX век.

## Икономика

### Селско стопанство
Исторически, основната икономическа дейност на Езино Ларио е свързана с отглеждането на горски масиви от бук и габър. Общината е част от група общини в района на Гриня, който произвежда дървени въглища за железодобивната индустрия на долината Валсасина. Управлението на горите като общо благо е особеност на Езино Ларио в сравнение със съседни общини; горите продължават да са собственост на общината и се поделят за ползване между жителите и частично се предават по наследство.

### Туризъм
Туризмът в Езино Ларио започва в края на XIX век с първите геологически експедиции водени от Антонио Стопани, за които представляват интерес изучаването на фосилите на Гриня. Ставайки икономически център на района през 1960-те, Езино Ларио започва да се нарича „Перлата на Гриня“. През 1970-те летният период е особено натоварен с около 12 хиляди посетители, които почиват в общината, което води до по-голяма заетост през месеците юли и август, когато капацитетът на общинската инфраструктурата бива надвишаван. Допълнително вода се черпи от Валсасинския акведукт. Започва изграждането на ски курорти, които увеличават притока на туристи и през зимата. През 1990-те зимният туризъм започва да запада, слабите снеговалежи през последните години водят до затваряне на ски писти.
Град Езино Ларио е избран за домакин на годишната конференция Уикимания през юни 2016 година.